# All Through the Night (Cyndi Lauper)

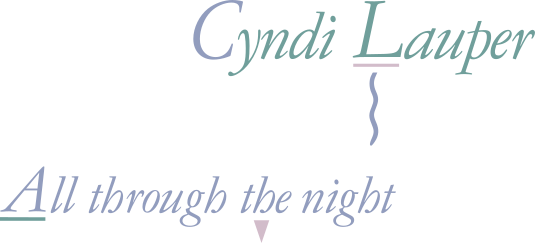
Logo del singolo "All Through the Night" di Cyndi Lauper.

All Through the Night è un singolo dalla cantante statunitense Cyndi Lauper, pubblicato nel 1984 ed estratto dall'album She's So Unusual.
La versione originale del brano è di Jules Shear ed è datata 1983.

## Tracce
7"
1. All Through the Night – 4:33
2. Witness – 3:40

## Classifiche
| Classifica (1984)                | Posizione massima |
| -------------------------------- | ----------------- |
| Australia                        | 17                |
| Austria                          | 5                 |
| Canada                           | 7                 |
| Germania                         | 35                |
| Nuova Zelanda                    | 19                |
| Regno Unito                      | 64                |
| Stati Uniti                      | 5                 |
| Stati Uniti (adult contemporary) | 4                 |
| Stati Uniti (mainstream rock)    | 38                |
| Svizzera                         | 16                |